# Gyula Szepes
Gyula Szepes (* 18. August 1899 in Igló, Königreich Ungarn; † 2. März 1985 in Budapest) war ein ungarischer Skisportler.
Szepes nahm bei den Olympischen Winterspielen im Februar 1928 in St. Moritz teil, wo er am 18-km-Lauf und im Wettbewerb der Nordischen Kombination antrat, die er aber nicht beendete. Im Jahr 1931 wurde er ungarischer Meister in der Nordischen Kombination und im folgenden Jahr im Teamskispringen. Bei den Nordischen Skiweltmeisterschaften 1933 in Innsbruck errang er den 105. Platz über 18 km. Sein Bruder Béla Szepes war als Skisportler und als Leichtathlet aktiv.